# Kamień runiczny Vérendrye’a
Kamień runiczny Vérendrye'a – domniemany kamień runiczny rzekomo odnaleziony ok. 1730 roku na pograniczu Stanów Zjednoczonych i Kanady przez ekspedycję Pierre’a Gaultiera de Varennesa et de la Vérendrye’a. Ma on dowodzić obecności wikingów w Ameryce Północnej na kilka wieków przed odkryciami Krzysztofa Kolumba, jednakże istnieje wiele wątpliwości co do jego autentyczności, ponieważ w dzienniku wyprawy nie ma na jego temat żadnej wzmianki, ani nawet informacji z „pierwszej ręki”. Informacje o znalezisku pochodzą dopiero z 1749 roku od szwedzkiego badacza Pehra Kalma.

## Domniemana historia
Według Kalma wyprawa Vérendrye’a odnalazła kamień w pobliżu miejscowości Minot w Dakocie Północnej. Miał się on znajdować na szczycie kamiennego kopca lub filara. Miejscowi Indianie zapytani o jego pochodzenie stwierdzili tylko, że znajdował się tam od zawsze. Kamień miał wymiary ok. 13 × 33 cm i z obu stron rzekomo pokryty był inskrypcją w nieznanym piśmie.
Vérendrye ujawnił Kalmowi, że wysłał artefakt do Quebecu, gdzie jezuiccy duchowni stwierdzili, że inskrypcja została wyryta w języku tatarskim (błąd ten wynikł zapewne z podobieństwa pisma orchońskiego do skandynawskich run). Następnie mieli wysłać go do Francji. Tu kończy się relacja Kalma, a kamienia od tej pory nikt nie widział. Nie ma też żadnej jego kopii. Pojawiły się doniesienia jakoby kamień wraz z innymi artefaktami trafił do kościoła w Rouen i zaginął po zbombardowaniu świątyni podczas II wojny światowej.

## Pochodzenie kamienia
Z powodu braku dokładnych informacji, miejsce domniemanego odkrycia pozostaje dyskusyjne. Amerykański historyk Hjalmar Holand uznał, że ekspedycja Vérendrye’a odnalazła kamień w 1738 roku na obszarze Mandanu, niedaleko dzisiejszego miasta Minot. Spekulował również, że inskrypcja, którą miał zawierać była w rzeczywistości pismem runicznym, dlatego potencjalnie łączył to znalezisko z kamieniem z Kensington, rzekomo pozostawionym w Minnesocie w 1362 roku przez nordycką ekspedycję. Część wikingów z tej wyprawy miała udać się z misją religijną na południe, a następnie powrócić, ale z jakichś powodów nie była do tego zdolna i rzekomo zamieszkała wśród miejscowych Indian. Domniemanymi dowodami na to miałby być budynki Indian budowane według średniowiecznych nordyckich schematów, znajomość chrześcijaństwa przed przybyciem pierwszych osadników, niebieskie oczy u tubylców z obszaru Mandanu oraz kamień Vérendrye’a.
Z kolei ojciec Antoine Champagne zauważył, że w relacji Kalma wyprawa podróżowała konno, co nie mogło mieć miejsca w 1738 roku, ponieważ we wspomnianym rejonie ich wówczas nie było. Zasugerował również, że kamień mógł zostać odkryty w okolicach Pierre w Dakocie Południowej.
Gdyby tajemniczy kamień Vérendrye’a okazał się prawdziwy, mógłby potwierdzać autentyczność kamienia z Kensington i stanowiłby dowód na obecność Normanów w głębi kontynentu amerykańskiego. Ostatnia relacja naocznego świadka pochodzi jednak z XVIII wieku. Hjalmar Holand w 1911, 1928 i 1950 roku odwiedził Francję w poszukiwaniu zabytku, nie natrafił jednak na żaden jego ślad.